# Aphaenogaster splendida
Aphaenogaster splendida är en myrart som först beskrevs av Julius Roger 1859.  Aphaenogaster splendida ingår i släktet Aphaenogaster och familjen myror.

## Underarter
Arten delas in i följande underarter:
- A. s. rugosoferruginea
- A. s. splendida
- A. s. transcaucasica